# Saemapetch Fairtex
Saemapetch Fairtex (en tailandés: เสมาเพชร แฟร์เท็กซ์; 10 de septiembre de 1994; Provincia de Chiang Mai, Tailandia) es un peleador de Muay Thai tailandés que actualmente compite en la categoría de peso gallo de ONE Championship.

## Carrera profesional

### ONE Championship
Saemapetch enfrentó a Zhang Chenglong el 24 de febrero de 2023, en ONE Fight Night 7. Ganó la pelea por decisión unánime.
Saemapetch enfrentó a Felipe Lobo el 21 de abril de 2023, en ONE Fight Night 9. Perdió la pelea por KO en el tercer asalto.
Saemapetch está programado para enfrentar a Felipe Lobo en una revancha el 8 de diciembre de 2023, en ONE Fight Night 17. Sin embargo, Lobo se retiró de la pelea y fue reemplazado por Mohamed Younes Rabah. Saemapetch perdió la pelea por 

## Campeonatos y logros

### Muay Thai
- ONE Championship
  - Actuación de la Noche (Una vez) vs. Rittewada Petchyindee[7]

### Premios
- Campeón del Torneo de Channel 7 Tiger Cement de 2019[8]
- Campeón de -63 kg de Thai Army Boxing de 2017
- Campeón de Peso Wélter de 2018 Muay Thai Grand Prix de 2018[9]

## Récord en Muay Thai y Kickboxing
| Récord en Muay Thai y Kickboxing                       | Récord en Muay Thai y Kickboxing | Récord en Muay Thai y Kickboxing   | Récord en Muay Thai y Kickboxing                       | Récord en Muay Thai y Kickboxing | Récord en Muay Thai y Kickboxing   | Récord en Muay Thai y Kickboxing | Récord en Muay Thai y Kickboxing |
| ------------------------------------------------------ | -------------------------------- | ---------------------------------- | ------------------------------------------------------ | -------------------------------- | ---------------------------------- | -------------------------------- | -------------------------------- |
| 127 Victorias, 20 Derrotas, 1 Empate                   |                                  |                                    |                                                        |                                  |                                    |                                  |                                  |
| Fecha                                                  | Resultado                        | Oponente                           | Evento                                                 | Localización                     | Método                             | Ronda                            | Tiempo                           |
| 16-02-2024                                             | Victoria                         | Mohamed Younes Rabah               | ONE Fight Night 19                                     | Bangkok, Tailandia               | TKO (Golpes y Codazo)              | 1                                | 1:33                             |
| 08-12-2023                                             | Derrota                          | Mohamed Younes Rabah               | ONE Fight Night 17                                     | Bangkok, Tailandia               | TKO (Golpes)                       | 1                                | 2:29                             |
| 25-08-2023                                             | Victoria                         | Kaonar Sor.Jor.Tongprajin          | ONE Friday Fights 30                                   | Bangkok, Tailandia               | KO (Golpes)                        | 1                                | 2:09                             |
| 21-04-2023                                             | Derrota                          | Felipe Lobo                        | ONE Fight Night 9                                      | Bangkok, Tailandia               | KO (Golpes)                        | 3                                | 1:56                             |
| 24-02-2023                                             | Victoria                         | Zhang Chenglong                    | ONE Fight Night 7                                      | Bangkok, Tailandia               | Decisión (Unánime)                 | 3                                | 3:00                             |
| 2022-08-26                                             | Victoria                         | Rittewada Petchyindee Academy      | ONE 160                                                | Kallang, Singapur                | KO (Cross de Izquierda)            | 2                                | 1:36                             |
| 2022-01-14                                             | Derrota                          | Tawanchai P.K. Saenchaimuaythaigym | ONE: Heavy Hitters                                     | Kallang, Singapur                | KO (Cross de Izquierda)            | 1                                | 2:55                             |
| 2021-11-12                                             | Derrota                          | Rittewada Petchyindee Academy      | ONE Championship: NextGen II                           | Kallang, Singapur                | TKO (Paro Médico/Codazo Izquierdo) | 2                                | 2:10                             |
| 2021-04-28                                             | Victoria                         | Kulabdam Sor.Jor.Piek-U-Thai       | ONE Championship: Full Blast                           | Kallang, Singapur                | KO (Recto al Cuerpo)               | 1                                | 2:12                             |
| 2020-11-29                                             | Victoria                         | Pongsiri P.K.Saenchaimuaythaigym   | Channel 7 Boxing Stadium                               | Bangkok, Tailandia               | KO (Codazo Izquierdo)              | 3                                | 0:56                             |
| 2020-08-14                                             | Victoria                         | Rodlek P.K. Saenchaimuaythaigym    | ONE Championship: No Surrender 2                       | Bangkok, Tailandia               | Decisión (Mayoritaria)             | 3                                | 3:00                             |
| 2019-11-22                                             | Derrota                          | Nong-O Gaiyanghadao                | ONE Championship: Edge Of Greatness                    | Kallang, Singapur                | KO (Cross de Derecha)              | 4                                | 1:46                             |
| Por el Campeonato de Muay Thai de Peso Gallo de ONE.   |                                  |                                    |                                                        |                                  |                                    |                                  |                                  |
| 2019-04-12                                             | Victoria                         | Ognjen Topic                       | ONE Championship: Roots of Honor                       | Pásay, Filipinas                 | Decisión (Mayoritaria)             | 3                                | 3:00                             |
| 2019-03-02                                             | Derrota                          | Tyler Hardcastle                   | Rebellion Muaythai 21                                  | Australia                        | Decisión                           | 5                                | 3:00                             |
| 2018-11-23                                             | Victoria                         | Alaverdi Ramazanov                 | ONE Championship: Conquest of Champions                | Pásay, Filipinas                 | Decisión (Unánime)                 | 3                                | 3:00                             |
| 2018-08-18                                             | Victoria                         | Jordan Godtfredsen                 | Rebellion Muaythai 20                                  | Australia                        | Decisión                           | 5                                | 3:00                             |
| 2018-07-07                                             | Victoria                         | Deividas Danyla                    | ONE Championship: Battle for the Heavens               | Guangzhou, China                 | Decisión (Unánime)                 | 3                                | 3:00                             |
| 2018-05-05                                             | Victoria                         | Nauzet Trujillo                    | Enfusion                                               | España                           | Decisión (Dividida)                | 3                                | 3:00                             |
| 2018-04-07                                             | Victoria                         | Charlie Peters                     | MTGP Presents Lion Fight 41                            | Londres, Inglaterra              | KO (Codazo)                        | 4                                | 1:30                             |
| Ganó el título de Peso Wélter de Muay Thai Grand Prix. |                                  |                                    |                                                        |                                  |                                    |                                  |                                  |
| 2018-02-10                                             | Victoria                         | Navi J-Powerroofpuket              | Lumpinee Stadium                                       | Bangkok, Tailandia               | KO (Izquierda Recta)               | 3                                |                                  |
| 2017-11-24                                             | Derrota                          | Singpayak Chombueng                | Rebellion Muaythai 17                                  | Australia                        | Decisión                           | 3                                | 3:00                             |
| Por el título de 65 kg del Torneo de Rebellion.        |                                  |                                    |                                                        |                                  |                                    |                                  |                                  |
| 2017-11-24                                             | Victoria                         | Apisit Ktgym                       | Rebellion Muaythai 17 – 65 kg Tournament Semi Final    | Australia                        | Decisión                           | 3                                | 3:00                             |
| 2017-11-24                                             | Victoria                         | Alexi Petroulias                   | Rebellion Muaythai 17 – 65 kg Tournament Quarter Final | Australia                        | Decisión                           | 3                                | 3:00                             |
| 2017-09-30                                             | Victoria                         | Maycon Oller                       | All Star Fight 2                                       | Bangkok, Tailandia               | TKO                                |                                  |                                  |
| 2017-05-20                                             | Victoria                         | Jozef Janotik                      | Ministry of Fight                                      | Eslovaquia                       |                                    |                                  |                                  |
| 2017-04-30                                             | Derrota                          | Gu Hui                             | Kunlun Fight 60                                        | Guizhou, China                   | Decisión                           | 3                                | 3:00                             |
| 2016-05-29                                             | Victoria                         | Pinphet Sitjedaeng                 | Channel 7 Boxing Stadium                               | Bangkok, Tailandia               | Decisión                           | 5                                | 3:00                             |
| 2016-04-24                                             | Derrota                          | Inseetong Por.Pinnapat             | Channel 7 Boxing Stadium                               | Bangkok, Tailandia               | Decisión                           | 5                                | 3:00                             |
| 2015-08-24                                             | Victoria                         | Rungkiat Eminent Air               |                                                        | Nakhon Si Thammarat, Tailandia   | Decisión                           | 5                                | 3:00                             |
| 2015-07-26                                             | Derrota                          | Starboy Petchkiatchpetch           | Channel 7 Boxing Stadium                               | Bangkok, Tailandia               | Decisión                           | 5                                | 3:00                             |
| 2015-07-04                                             | Victoria                         | Chalamtong Sitpanon                |                                                        | Lampang, Tailandia               | Decisión                           | 5                                | 3:00                             |
| 2015-05-24                                             | Victoria                         | Patakthep Sinbeemuaythai           | Channel 7 Boxing Stadium                               | Bangkok, Tailandia               | Decisión                           | 5                                | 3:00                             |
| 2015-04-28                                             | Victoria                         | Nawaphol Sitthiphon                |                                                        | Roi Et, Tailandia                | KO (Patadas Bajas)                 | 4                                |                                  |
| 2014-11-30                                             | Derrota                          | Rungkiat Eminent Air               | Channel 7 Boxing Stadium                               | Bangkok, Tailandia               | Decisión                           | 5                                | 3:00                             |
| 2014-08-10                                             | Derrota                          | Rodlek P.K. Saenchaimuaythaigym    | Channel 7 Boxing Stadium                               | Bangkok, Tailandia               | Decisión                           | 5                                | 3:00                             |
| 2014-05-11                                             | Derrota                          | Chalamtong Sitpanon                | Channel 7 Boxing Stadium                               | Bangkok, Tailandia               | KO (Gancho de Izquierda)           | 2                                |                                  |
| 2014-02-01                                             | Victoria                         | Yodbuangam Sor.Chokkitchai         | Channel 7 Boxing Stadium                               | Bangkok, Tailandia               | Decisión                           | 5                                | 3:00                             |
| 2013-09-15                                             | Derrota                          | Nawaphol Sitthiphon                | Channel 7 Boxing Stadium                               | Bangkok, Tailandia               | Decisión                           | 5                                | 3:00                             |
| 2013-07-14                                             | Derrota                          | Padsenlek Rachanon                 | Channel 7 Boxing Stadium                               | Bangkok, Tailandia               | Decisión                           | 5                                | 3:00                             |
| 2013-04-07                                             | Victoria                         | Khunsap Suwitgym                   | Channel 7 Boxing Stadium                               | Bangkok, Tailandia               | Decisión                           | 5                                | 3:00                             |
| 2013-01-06                                             | Derrota                          | Chennarong Tor.Thaksin             | Channel 7 Boxing Stadium                               | Bangkok, Tailandia               | Decisión                           | 5                                | 3:00                             |
| 2012-10-21                                             | Derrota                          | Rungsiangtawan Sitnayoksirichai    | Channel 7 Boxing Stadium                               | Bangkok, Tailandia               | Decisión                           | 5                                | 3:00                             |
| 2012-06-17                                             | Victoria                         | Mafeuangnoi Chor Rongsoorang       | Channel 7 Boxing Stadium                               | Bangkok, Tailandia               | Decisión                           | 5                                | 3:00                             |
| Ganó el torneo de 12th Tiger Cement.                   |                                  |                                    |                                                        |                                  |                                    |                                  |                                  |
| 2011-11-13                                             | Victoria                         | Ritichai Sor Sakoncheua            | Channel 7 Boxing Stadium                               | Bangkok, Tailandia               | Decisión                           | 5                                | 3:00                             |